# Maxim Belciug
Maxim Belciug (n. 25 august 1967, București, România) este un chitarist de chitară clasică din România.

## Biografie
A studiat chitara clasică de la vârsta de 10 ani și la 16 ani, în 1983, a obținut Premiul I la prima ediție a Festivalului de Chitară Clasică de la Sinaia. Tot în același an a susținut și primul său recital în cadrul Filarmonicii bucureștene. În 1993 a obținut licența în Filologie la Universitatea din București.
Maxim Belciug a susținut recitaluri în țară și în străinatate (Serbia, Ungaria, Polonia, Austria, Franta, Scandinavia, Italia, Spania etc.). A fost invitat să concerteze de către diverse institute culturale (Institutul Cervantes, Institutul Cultural Român) și a fost invitat să participe la diverse festivaluri internaționale de chitară sau de muzică de cameră.

## Activitate
- 2010, 14 aprilie - Recital extraordinar de chitară spaniolă și flamenco[12]
- 2010,20 noiembrie - La sombra clara del pasado[13] în cadrul Hibernalului de chitara[14]

## Discografie
- Miniaturi Eclectice – compoziții pentru chitară clasică mai puțin popularizate
- Renaissance Maxim Belciug, chitară solo 2005
- Troika – Chansons Russes (Arbore Sonor, 2005)
- La Tarara – Chansons Espagnoles (Arbore Sonor, 2005)
- Preafrumoase - Maxim Belciug, chitară solo 2006
- Preafrumoase 2 -  Maxim Belciug | chitară solo 2008
- Ad Fontes -(chitară si vioara) 2011
- Emociones - Maxim Belciug (chitară si vioara) 2011
- Încântări / Enchantements - Maxim Belciug (chitară) 2011